# Luchthaven Cam Ly
Luchthaven Cam Ly (Vietnamees: Sân bay Cam Ly) (IATA: N/A)(ICAO: VVCL) is een vliegveld nabij Đà Lạt in de Vietnamese provincie Lâm Đồng.
Luchthaven Cam Ly wordt gebruikt als thuisbasis van het Vietnamees Nationaal Leger. Het wordt echter ook gebruikt door kleine vliegtuigen en helikopters. Er zijn echter geen reguliere vluchten naar dit vliegveld.